# De Shing-begoocheling
De Shing-begoocheling (Amerikaanse titel: City of illusions) is een sciencefiction-roman uit 1967 van de Amerikaanse schrijfster Ursula LeGuin. Het origineel werd uitgebracht door uitgeverij Ace Books Inc. in New York. De Nederlandse versie werd uitgegeven door Uitgeverij Het Spectrum in de Prisma Pocketsreeks onder catalogusnummer 1529 (kostprijs 3 gulden). In 1981 volgde een tweede druk onder catalogusnummer 1935 met een andere omslag.
De Shing-begoocheling behoort tot de zogenaamde Hainish cyclus, al werd daar bij de Nederlandse uitgave geen melding van gemaakt. Rocannon (Rocannon's world) en Ballingsplaneet (Planet of exile), de eerste romans uit de cyclus zouden in Nederlands pas uitgegeven worden als Aardzee-trilogie succes heeft. Duisters linkerhand (The left hand of darkness) kwam in Nederland uit in 1971 maar dan bij Meulenhoff.

## Synopsis
De roman speelt zich af in een zeer verre toekomst als de Aarde en het "Verbond van alle werelden" zich in onderling gekonkel hebben laten overvallen door de Shing, een volk gespecialiseerd in telepathie en geestelijke manipulatie. Door deze gaven kunnen een beperkt aantal Shing hele volken onder de duim houden. De hoofdpersoon van de roman wordt met totaal geheugenverlies wakker op de planeet Werel met slechts hier en daar een groepje verwilderde mensen. Hij begint een zoektocht naar wie hij was. Door de bevolking die hem ontdekt wordt hij aangeduid als Falk. Falk onderneemt een ontdekkingsreis over de planeet wanneer hij eindelijk uitkomt in de stad Es Toch, van waaruit de Shing de hele planeet besturen en waar hij achter zijn werkelijke naam komt: Ramarren.